# Carl Kratz
Carl Kratz (Rotterdam, 10 november 1893 - aldaar, 30 augustus 1962) was een Nederlands waterpolospeler.
Carl Kratz nam eenmaal deel aan de Olympische Zomerspelen in 1920. Tijdens het toernooi speelde hij drie wedstrijden. In de competitie kwam Kratz uit voor De Robben uit Hilversum.
Gé Bohlander · 
Johan Cortlever · 
Leen Hoogendijk · 
Carl Kratz · 
Karel Meijer · 
Piet Plantinga · 
Jean van Silfhout · 
Karel Struijs · 
Piet van der Velden